# Experiment på människor i Nazityskland
I Nazityskland förekom många hänsynslösa experiment på försökspersoner, främst i koncentrationslägren och förintelselägren. Som försökspersoner användes bland andra judar, polacker, romer och sovjetiska krigsfångar.
I Auschwitz-Birkenau var lägerläkaren Josef Mengele ledande i flera typer av bisarra experiment, vilka utsatte fångarna för stort lidande och oftast ledde till döden. Bland annat försökte han omvandla judar till "arier", injicerade dödliga sjukdomar, och utsatte fångarna för högt eller lågt lufttryck. En annan läkare som utsatte koncentrationslägerfångar för sadistiska experiment var Carl Clauberg.

## Exempel på experiment
- Nedkylning för att undersöka kritiska gränser för hypotermi
- Insemination av djursperma i kvinnor
- Transplantation
- Vivisektion

## Personer som ledde experimenten
- Josef Mengele
- Hans Eppinger
- Sigmund Rascher
- Hubertus Strughold

## Påföljder
Efter andra världskriget gav Nürnbergrättegången och läkarrättegången stränga påföljder för experimenten, med dödsstraff och fängelse för flera officerare och läkare. Nürnbergkonventionen formulerades för att hindra en upprepning av liknande experiment.